# Síria (província romana)
Síria foi uma das primeiras províncias romanas, incorporadas à República Romana em 64 a.C. por Pompeu durante a Terceira Guerra Mitridática, logo após a derrota do rei da Armênia Tigranes, o Grande.
A Síria romana foi reorganizada administrativa muitas vezes depois disso. Depois da Revolta de Barcoquebas em 135, a província da Síria foi fundida com a Judeia para formar a Síria Palestina. Diocleciano subordinou-a à recém-criada Diocese do Oriente da Prefeitura pretoriana do Oriente e ela foi dividida em duas novamente em 415, além de ter fornecido território para a criação de duas outras províncias vizinhas. A região finalmente sucumbiu à conquista muçulmana da Síria na década de 630.

## Principado
O exército da Síria contava com três legiões do exército romano, encarregadas de defender a fronteira com o Império Parta. No século I, foram estas legiões que apoiaram o golpe de Vespasiano. Elas estavam diretamente envolvidas na Grande revolta judaica de 66-70 Em 66, Céstio Galo, o legado imperial na Síria, chamou o exército da Síria, centrado na XII Fulminata, reforçado por tropas auxiliares, para restaurar a ordem e esmagar a revolta. A legião, porém, foi emboscada e destruída por rebeldes judeus na Batalha de Bete-Horom, um resultado que chocou a liderança romana.
O exército sírio voltaria a se envolver nos assuntos da Judeia durante a Revolta da Barcoquebas de 132-136.
Em 244, Roma foi governada por um sírio de Shahba chamado Marco Júlio Filipo, geralmente conhecido como Filipe, o Árabe, o trigésimo-terceiro imperador romano e o que estava reinando nas celebrações do milênio de Roma.

## Anos seguintes

### Síria Palestina
Nos estertores finais da Revolta de Barcoquebas, a província da Síria foi expandida para incluir a praticamente despopulada Judeia e foi rebatizada de Síria Palestina. A partir do final do século II, o senado romano passou a contar com diversos sírios notáveis, incluindo Cláudio Pompeiano e Avídio Cássio.
Logo depois de 193, durante o reinado da dinastia Severa, de origem síria, a Síria Palestina foi quebrada em duas: a Cele-Síria no norte e a Síria Fenícia (ou "Fenícia") no sul. A província teve importância crucial durante a crise do terceiro século e, entre 260 e 273, juntou-se ao renegado Império de Palmira.

### Diocleciano
Depois das reformas administrativas de Diocleciano (r. 284–305), a Cele-Síria foi subordinada pela Diocese do Oriente. Em algum momento entre 330 e 350 (provavelmente c. 341), a província de Eufratense foi criada a partir do território da Cele-Síria ao longo da margem ocidental do rio Eufrates e do antigo Reino de Comagena, com capital em Hierápolis Bambice.

### Síria durante o Império Bizantino
Depois de c. 415, a Cele-Síria foi novamente dividida, desta vez entre a Síria Prima (ou Síria I), com capital em Antioquia, e Síria Secunda (Síria II), chamada também de Síria Salutar, com capital em Apameia no Orontes. Em 528, Justiniano finalmente formou a pequena província costeira de Teodória - uma homenagem à sua esposa Teodora - a partir do território litorâneo das duas províncias.
A região permaneceu sendo uma das mais importantes províncias do Império Bizantino. Ela foi ocupada pelo Império Sassânida entre 609 e 628 durante a guerra entre os dois impérios que resultou na reconquista por Heráclio. Porém, ela foi irremediavelmente perdida durante a conquista muçulmana da Síria depois da Batalha de Jarmuque e da Batalha da Ponte de Ferro, que resultou na queda de Antioquia.

## Sés episcopais
As sés episcopais da província e que aparecem no Anuário Pontifício como sés titulares são:
- Síria I
  - Anasarta (Canacir)
  - Barcuso (Bacuza)
  - Beroia (Alepo)
  - Cálcis na Síria (Quinacerim)
  - Jabala (Jablé)*
  - Gábula (nos mangues de Jebul, Jabul?)
  - Gindaro
  - Laodiceia na Síria*

- Síria II
  - Apameia na Síria
  - Aretusa
  - Balaneia (Banias)*
  - Epifânia na Síria (Hama)
  - Larissa na Síria (Xaizar)
  - Mariame (Fortaleza dos Cavaleiros)

*Sés da província de Teodória, mas cujos bispos metropolitanos continuaram nas províncias sírias.

## Governadores
- Lista de governadores da Síria romana